# Howie Hubler
Howard Hubler III, conhecido como Howie Hubler, é um americano, ex-corretor de títulos do Morgan Stanley, mais conhecido por seu papel na segunda maior perda comercial da história. Ele fez uma negociação a descoberto bem-sucedida em hipotecas subprime de risco (classificadas BBB, ou triplo B) nos EUA, mas, para financiar sua negociação, vendeu seguros de hipotecas com classificação AAA que os analistas de mercado consideraram menos arriscadas, mas também se revelaram de risco pois nelas continham muitas hipotecas BBB empurradas em pacotes pelas instituições, resultando em uma enorme perda líquida para sua carteira financeira:  cerca de US$ 9 bilhões durante a crise financeira de 2007-08 - a segunda maior perda individual de negócios na história de Wall Street.

## Infância e educação
Howie Hubler nasceu e foi criado em Boonton, New Jersey, Estados Unidos. Ele era filho de um corretor de imóveis. Hubler cursou a faculdade em Montclair State College, onde jogou futebol americano.

## Carreira
Entrando no Morgan Stanley, no final dos anos 1990, Hubler trabalhou na divisão de renda fixa como corretor de títulos. Entre colegas ele tinha a reputação de cabeça quente, raivoso e valentão. Em 2003, o Morgan Stanley criou um swaps de inadimplência de crédito (SIC) (do inglês credit default swaps, ou CDS) com o objetivo de vender a descoberto títulos hipotecários de risco (BBB). Em 2003, Hubler assumiu a gerência de um grupo formado para vender hipotecas subprime a descoberto. Depois de se deparar com o sucesso inicial na venda de títulos hipotecários BBB e títulos comuns, Hubler foi promovido para dirigir o recém-criado Grupo de Crédito Proprietário Global (GCPG) (do ingês Global Proprietary Credit Group, GPCG), em 2006.

### Perda de US$ 9 bilhões
O GCPG posicionou-se no Morgan Stanley como um grupo que poderia oferecer negócios altamente lucrativos muito rápido. Porém, devido à natureza dos swaps de inadimplência de crédito, o GCPG era obrigado a pagar taxas de seguro para suas contrapartes até o momento em que os títulos fossem considerados inadimplentes. Como o grupo estava desembolsando uma grande quantidade de dinheiro para manter as negociações de SICs em funcionamento, sua lucratividade era muito baixa no momento. Para financiar suas operações, Hubler instruiu seus negociantes a venderem US$ 16 bilhões em obrigações de dívida colateralizadas (ODC) (do inglês collateralized debt obligations, ou CDO) com classificação AAA. Hubler e o GCPG compraram US$ 2 bilhões em SICs com hipotecas extremamente arriscadas e venderam US$ 16 bilhões no que acreditavam ser ODCs seguros. Devido à natureza opaca dos ODCs em cima dos quais eram vendidos os swaps de inadimplência de crédito, Hubler e seu grupo não perceberam que os ODCs AAA que eles haviam vendido continham hipotecas subprime de riscos iguais aos títulos BBB que eles estavam operando a descoberto. Assim, Hubler assegurou a seus diretores de empresa e equipes de gerenciamento de risco que sua posição era muito segura.
Depois de ameaçar desistir em uma disputa sobre altos pagamentos e estrutura organizacional, Hubler recebeu US$25 milhões por seu desempenho em 2006 e esperava fazer muito mais em 2007 se o seu desempenho mantivesse o mesmo. Porém, depois que a disputa se resolveu, o time de gerenciamento de risco pediu ao GCPG que um teste de risco fosse feito em seu portfólio. A uma taxa de inadimplência de 6% (o alto histórico anterior), o portfólio permaneceu solvente. Quando empurrado para uma taxa de inadimplência de 10%, entretanto, os grupos projetaram ganhos de US$1 bilhão transformados em uma projeção de perda de US$ 2.7 bilhões. Hubler argumentou vorazmente que estes níveis de inadimplência eram incomuns e nunca aconteceriam.
À medida que o mercado imobiliário começou a entrar em colapso e as inadimplências nas hipotecas subprime começaram a aumentar, disputas entre o grupo de Hubler e suas contrapartes começaram a surgir sobre o valor dos títulos e ODCs que haviam sido sujeitos a swaps de inadimplência de crédito. Quando notificada pelas contrapartes de que o valor dos ODCs havia caído para níveis que justificavam um pagamento, Hubler discordou, afirmando que os modelos do GCPG indicavam que os ODCs valiam apenas uma parte de seu valor esperado. Se Hubler tivesse admitido a queda no valor dos ODCs mais cedo, as perdas do GCPG poderiam ter sido contidas a uma fração relativamente pequena de seu risco total. No entanto, devido à sua relutância em seguir os procedimentos descritos para os swaps de inadimplência de crédito, a posição do GCPG e do Morgan Stanley piorou nos meses seguintes. No momento em que a alta administração interveio e removeu Hubler, a GCPG e a Morgan Stanley eram responsáveis por quase 100% das perdas esperadas. No geral, o grupo de Hubler conseguiu vender US$ 5 bilhões em ODCs que tinham antes do colapso do mercado e percebeu outros US$ 2 bilhões em receitas de seus SICs originais, colocando as perdas gerais de seu grupo em $ 9 bilhões - a segunda maior perda de negociação individual na história de Wall Street. O Morgan Stanley perderia no geral US$ 58 bilhões na crise financeira.

### Depois de Morgan Stanley
Em outubro de 2007, depois que a gravidade dos danos foi avaliada pelas equipes de gerenciamento e risco do Morgan Stanley, Hubler teve a opção de renunciar em vez de ser demitido, recebendo US$ 10 milhões.
Em 2008, Hubler fundou o Grupo de Valor de Empréstimo: uma organização que trabalha com credores hipotecários lidando com clientes de impréstimos que consideram pedir uma inadimplência estratégica.
Hubler recusou todos os pedidos de entrevista acerca do seu período no Morgan Stanley.
No filme de 2015 de Adam McKay, A Grande Aposta, a história de Hubler é mencionada como o infeliz comerciante do Morgan Stanley Benny Kleeger.